# Canadian Militia
La Canadian Militia è un titolo storico per le unità militari arruolate per la difesa del Canada. Il termine venne usato per descrivere le unità sedentarie della milizia arruolate dalle comunità locali in Canada; così come l'esercito regolare della Provincia del Canada e post-Canada confederato, riferito alle milizie attive.
Le prime unità della milizia in Canada risalgono al XVI secolo in Nuova Francia. Nella colonia francese, una milizia obbligatoria di coloni venne arruolata da ogni distretto per sostenere l'esercito della Nuova Francia nella difesa e nell'espansione della colonia. A seguito della sua conquista, nel 1760, gli inglesi continuarono ad arruolare le milizie sedentarie per difendere le colonie del Nord America Britannico e per sostenere le operazioni militari britanniche nel continente. L'arruolamento nelle milizie sedentarie si verificò in Canada fino al 1873.
La milizia canadese si riferiva anche all'esercito regolare stabilito dalla Provincia del Canada sotto il Militia Act of 1855. Le due organizzazioni che ebbero origine dall'atto, la Permanent Active Militia (PAM) e la Non-Permanent Active Militia (NPAM), continuarono a servire come esercito regolare del Canada fino alla confederazione canadese nel 1867. Nel novembre 1940, sia la PAM che la NPAM vennero riorganizzate come Canadian Army, con la Pam che divenne la Regular Force, e la NPAM che divenne l'Army Reserve. La riserva dell'esercito continua ad essere indicata in modo informale come la "milizia" in Canada.

## Milizia sedentaria
L'arruolamento in un'unità sedentaria locale venne richiesta nella colonia francese della Nuova Francia, e nelle varie colonie del Nord America Britannico; con queste unità di milizia sedentaria che conducevano occasionalmente esercitazioni e ad addestramento, oltre a partecipare ad una rivista annuale. Il predecessore della Confederazione canadese, la Provincia del Canada, e le colonie del Canada atlantico mantenevano le proprie milizie. L'arruolamento nelle milizie sedentarie proseguì per diversi anni dopo la formazione della Confederazione canadese, sebbene la pratica sia terminata poco dopo, eclissata dalle milizie attive. Tuttavia, non tutte le colonie del Nord America Britannico richiedevano ai propri residenti di arruolarsi nelle milizie sedentarie, con le colonie della Columbia Britannica e dell'isola di Vancouver che si affidarono a diversi "Volunteer Corps", che vennero arruolati e sciolti dal governo prima del loro ingresso nella Confederazione, oltre alla Royal Navy per la propria difesa.

### Nuova Francia

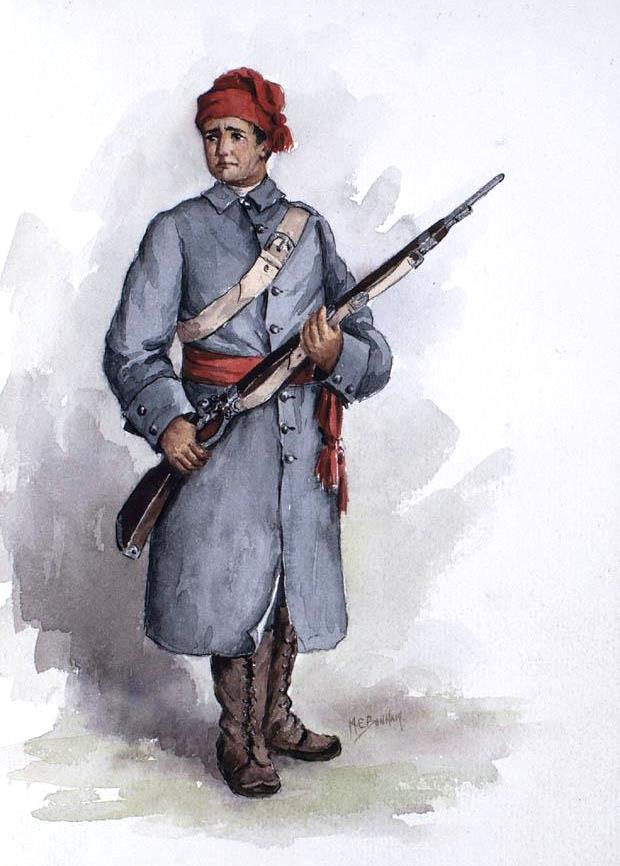
Miliiziano franco-canadese nel 1759

L'uso delle milizie in Canada risale alla Nuova Francia. Poiché le milizie nella Nuova Francia venivano formalmente mantenute dall'intendente della Nuova Francia, il sistema divenne una base per l'amministrazione centralizzata nella colonia. I capitani della milizia locale venivano nominati dall'intendente e assistettero tipicamente l'amministrazione civile con la costruzione di strade e con i censimenti periodici.
Nel 1669, il re Luigi XIV, preoccupato per l'incapacità della colonia di difendersi adeguatamente contro le incursioni, ordinò la creazione di una milizia obbligatoria che avrebbe incluso ogni maschio in forma tra i 16 ed i 60 anni. Essi vennero organizzati in compagnie, di solito una per parrocchia e strutturata allo stesso modo di una normale compagnia di fanteria francese. Gli uomini vennero notati come tiratori eccellenti (la maggior parte veniva con il proprio fucile, la propria polvere e i propri proiettili), e in condizioni fisiche migliori rispetto ai soldati regolari, a causa della loro vita dura, dell'agricoltura, della pesca e della caccia. I miliziani volontari vennero utilizzati per sostenere i soldati regolari e i loro alleati delle Prime nazioni nelle lunghe incursioni, dove assorbirono le tattiche di schermaglia di quest'ultime. Tuttavia, venne speso poco tempo per l'esercitazione europea convenzionale.

### Nord America Britannico e Canada
A seguito della conquista britannica della nuova Francia, le unità di miliziali locali continuarono ad essere arruolate e a sostenere i soldati britannici di stanza nel Nord America Britannico. I membri della Milizia della Provincia del Quebec prestarono servizio per la prima volta con gli inglesi durante la guerra di Pontiac, quando un battaglione di trecento volontari Canadien presero parte alla spedizione del generale di brigata John Bradstreet a Detroit. Il battaglione era guidato da ex membri delle troupes de la marine della Nuova Francia. Le autorità britanniche arruolarono la milizia nel Quebec anche durante la guerra d'indipendenza americana, i cui membri costituivano la maggior parte dei difensori nella Battaglia di Québec. Tuttavia, le milizie canadiane videro poca azione nella spedizione durante la rivoluzione americana, con Frederick Haldimand, il governatore del Quebec, incerto se le milizie Canadien sarebbero state leali qualora avessero dovuto incontrare l'esercito francese.

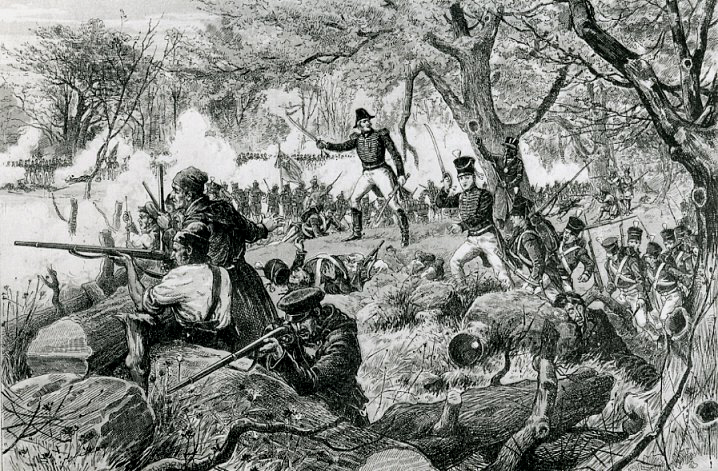
La Canadian Militia, i fencibles, e le Prime nazioni durante la battaglia di Chateauguay, 1813.

Sebbene le colonie del Nord America Britannico avrebbero dovuto mantenere una milizia coloniale, le milizie vennero finanziate dal governo britannico. Data la preoccupazione del governo britannico con la Francia napoleonica all'inizio del XIX secolo, le milizie nei Canada videro una carenza d'equipaggiamento e di armi con fondi limitati forniti per le milizie durante questo decennio. Nel 1811, la forza della milizia dell'Alto Canada era di circa 11 000 uomini, anche se Isaac Brock, il luogotenente governatore dell'Alto Canada, stimò che solo 4 000 avrebbero potuto essere previsti in modo affidabile per la risposta all'appello. All'inizio del suo mandato come luogotenente governatore, Brock approvò la legislazione che gli permise di addestrare 2 000 volontari o uomini estratti a sorte, per servire come compagnie al fianco della milizia dell'Alto Canada. Durante la guerra del 1812, le autorità britanniche arruolarono una serie di unità militari e milizie canadesi per sostenere gli inglesi nel difendere i Canada.
Nel 1840, le milizie sedentarie dei Canada erano composte da 426 battaglioni, con 235 000 uomini registrati nelle liste della milizia. Le colonie sedentarie erano presenti anche nelle colonie marittime, con 40 997 uomini riportati nella milizia della Nuova Scozia, mentre la milizia del New Brunswick riportò 27 532 membri nel 1845. L'Isola del Principe Edoardo schierò una milizia di circa 8 000 uomini nel 1845. Durante l'Incidente del Trent nel 1861, la Nuova Scozia rivedette il servizio di milizia obbligatorio, arruolando 59 379 uomini nella milizia della Nuova Scozia, di cui 45 600 vennero armati.
Le milizie sedentarie vennero successivamente designate come Reserve Militia, dopo che la milizia attiva venne creata nel 1855. Il Militia Act of 1868 estese il sistema di Reserve Militia della precedente provincia del Canada al Dominioncanadese di nuova formazione. Nel 1869, il ministro della Milizia e della Difesa, George-Étienne Cartier, riferì che 618 896 uomini erano stati arruolati con la Reserve Militia. L'arruolamento nella Reserve Militia sedentaria si verificò l'ultima volta nel 1873, sebbene la sua pratica teorica non fosse stata abolita fino al 1950.

## Milizie attive
Mentre gli inglesi ritirarono i soldati del Nord America Britannico nei decenni a seguito della guerra del 1812, la pressione cadde sul Parlamento della Provincia del Canada per provvedere alla propria difesa. Il Militia Act of 1855 venne approvato dopo che una commissione sulla riforma della milizia suggerì che la forza sedentaria venisse soppiantata con i reggimenti volontari in uniforme. L'atto risultante portò alla creazione della milizia attiva, nel tentativo di rafforzare le difese della colonia.
La milizia attiva, in seguito divise nella Permanent Active Militia (PAM), le forze dell'esercito permanente; e la Non-Permanent Active Militia (NPAM), una forza che agiva come forza di riserva militare per la Canadian Militia. I membri della milizia attiva vennero mobilitati durante le incursioni feniane del 1866.

### La milizia post-confederazione

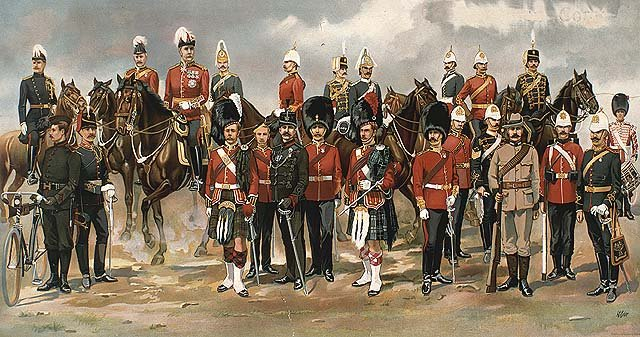
Varie uniformi usate da membri della Canadian Militia, 1898.

Dopo la formazione della confederazione canadese nel luglio del 1867, sia PAM che NPAM vennero gestite dal Ministero della Milizia canadese. Il Militia Act of 1868 estese il sistema delle milizie attive dell'ex Provincia del Canada al Dominion canadese appena formato. Nel 1869, George-Étienne Cartier riferì che 37 170 volontari erano stati arruolati nelle milizie attive. Tuttavia, i finanziamenti rimasero un problema per la milizia nel 1870 e nel 1880, con gli ufficiali britannici che esortarono il governo canadese ad aumentare i fondi o a ridurre l'arruolamento a un livello in cui le sue unità potessero essere sufficientemente addestrate ed equipaggiate.
Le milizie attive sono state mobilitate in diverse occasioni nella seconda metà del XIUX secolo, comprese le incursione feniane del 1870-71, la spedizione di Wolseley, la ribellione del Nord-Ovest, e la seconda guerra boera. La seconda guerra boera vide oltre 8 000 volontari arruolati per il servizio in Sud Africa, da 82 diverse unità milizie. Un certo numero di riforme amministrative vennero istituite dopo la guerra, con la creazione del Canadian Army Service Corps nel 1901, e del Canadian Military Engineers, del Canadian Army Medical Corps, del Canadian Ordnance Corps, e del Signalling Corps nel 1903.
Dal 1875 al 1904, l'ufficiale comandante della Canadian Militia fu il General Officer Commanding the Canadian Militia (GOC), una posizione legalmente richiesta per essere detenuta da un ufficiale del British Army. Tuttavia, gravi differenze di opinioni sulle divisioni delle responsabilità tra i rami civile e militare del Militia Department videro la carica virtualmente abolita sotto il Militia Act of 1904.

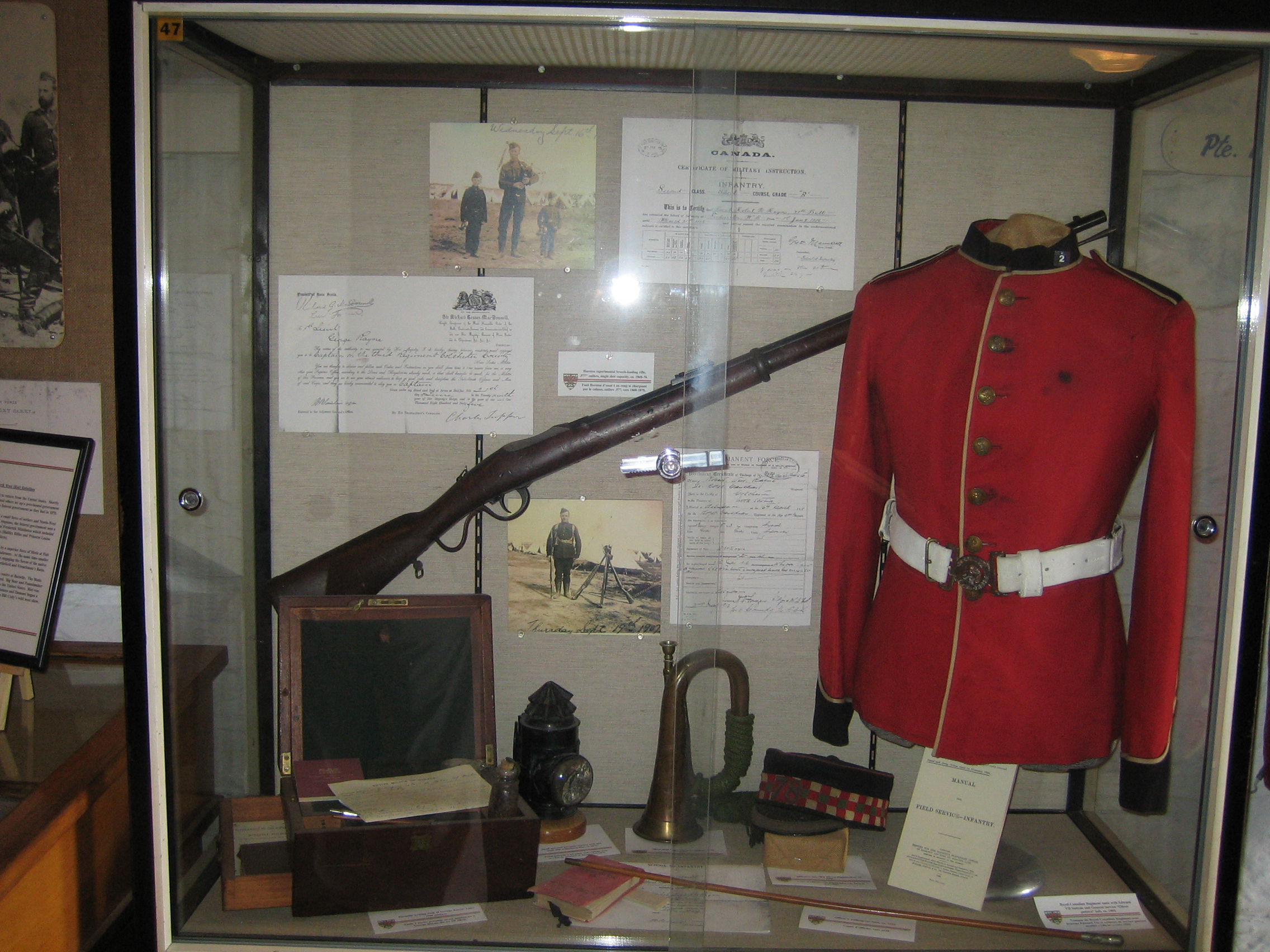
Equipaggiamento di fanteria usato dalla Permanent Active Militia, anni 1900 ca.

L'Ufficio del GOC venne sostituito dal Militia Council, con il ministro della Milizia come presidente, quattro membri militari (il capo di stato maggiore, l'aiutante generale, il quartiermastro generale e il maestro generale degli armamenti), un membro civile (tipicamente Il vice ministro della Milizia), un contabile del dipartimento, e un segretario civile. Sebbene sia stato modellato sull'Army Council britannico, il Militia Council era puramente un organismo consultivo, con il ministro che manteneva la suprema autorità su di esso; e il capo di stato maggiore che diventava il primo membro militare del consiglio.

#### Le guerre mondiali ed il periodo interbellico
Durante la prima guerra mondiale, la milizia non venne mobilitata, con i canadesi che servivano all'estero che si arruolarono nella Canadian Expeditionary Force (CEF), una forza da campagna militare separata gestita dal Ministero delle forze militari d'oltremare. Quando la prima guerra mondiale giunse alla fine e la CEF avrebbe dovuto essere sciolta, venne lanciata la commissione Otter nel tentativo di riorganizzare la milizia canadese. La Commissione propose che la PAM schierasse una forza di sei divisioni di fanteria, una divisione di cavalleria, completata dal personale della NPAM. Inoltre, la commissione Otter vide i collegamenti di perpetuazione creati tra la CEF e le unità della Canadian Militia; permettendo alle unità della milizia di perpetuare gli onori di battaglia ottenuti dalle unità sciolte della CEF dopo la prima guerra mondiale.
I miglioramenti per il corpo ufficiali della PAM e della NPAM vennero effettuati negli anni '30, con gli ufficiali della PAM che diressero gli allievi ufficiali attraverso corsi come l'"Advanced Militia Staff Course", a partire dal 1935. Di conseguenza, la milizia schierò un corpo ufficiali molto più grande nel 1939, rispetto al 1914; con la milizia canadese che schierò circa 5 000 ufficiali divisi tra PAM e NPAM. Tuttavia, l'addestramento all'interno della Canadian Militia rimase un problema, con una piccola o grande formazione d'addestramento reggimentale che si sarebbe svolta durante il periodo interbellico.

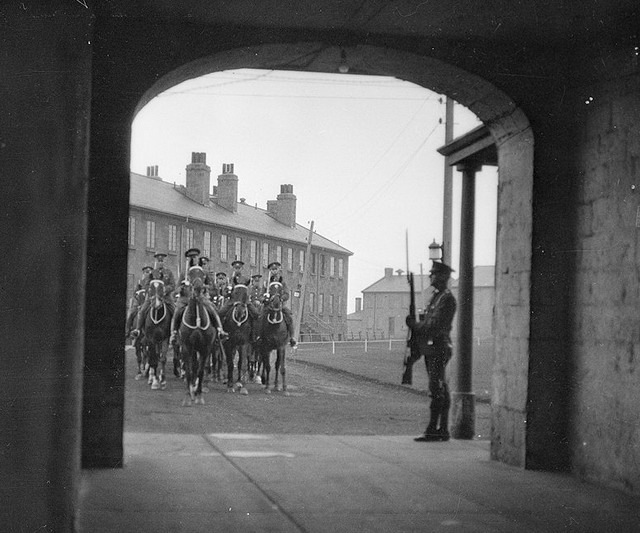
I Royal Canadian Dragoons lasciano Stanley Barracks, 1925. I Dragoons erano un reggimento di cavalleria della Militia.

Nel 1938, Ian Alistair Mackenzie, il ministro della Difesa nazionale, iniziò ad incoraggiare il generale Harry Crerar, capo di stato maggiore della difesa, a pianificare contingenze per la milizia per prepararsi all'Expeditionary Action, in caso di guerra tra Germania e l'impero britannico, senza il consenso di William Lyon Mackenzie King, il primo ministro del Canada. Crear cercò di riorganizzare la Canadian Militia coi nuovi standard adottati dagli inglesi, meccanizzandola e preparando la PAM e la NPAM al combattimento in un clima temperato, che era il clima previsto in cui avrebbero operato. Tuttavia la proposta dello Stato Maggiore di preparare una forza di 60 000 uomini per aiutare gli inglesi in caso di guerra non venne presentata fino al 29 agosto 1939, giorni prima dell'inizio della guerra.
Alla vigilia della seconda guerra mondiale, la forza nominale della Canadian Militia era di oltre 50 000 uomini, con 455 ufficiali schierati dalla PAM e 3 714 soldati; considerando che la NPAM schierava 5 272 ufficiali e 41 249 soldati. Tuttavia, la Canadian Militia non era disposta a intraprendere una campagna all'estero allo scoppio della seconda guerra mondiale. Il colonnello Charles Perry Stacey, uno storico militare per il Canadian Army dal 1940 al 1959, sulla prontezza della Canadian Militia alla vigilia della seconda guerra mondiale scrisse:
(Colonnello Charles Perry Stacey)
A seguito del suggerimento del generale Harry Crerar, il 19 novembre 1940, le forze terrestri militari del Canada vennero rinominate come Canadian Army attraverso un Order in Council. La PAM venne riorganizzata come Canadian Army (Active), mentre la NPAM divenne Canadian Army (Reserve).

## Eredità
I due componenti del Canadian Army che in precedenza erano PAM e NPAM vennero rinominati in seguito alla seconda guerra mondiale rispettivamente come Canadian Army Regular Force e Canadian Army Reserve Force. Dopo l'unificazione delle forze armate canadesi nel 1968, il Canadian Army divenne Mobile Command, con la sua componente di riserva che divenne Mobile Command (Reserve). Nel 1993, il Mobile Command (Reserve) venne ribattezzato Land Force Command (Reserve), cambiando il suo nome in modo che corrispondesse alla sua controparte della Regular Force (anch'esso ribattezzato Land Force Command). Nel 2011, gli elementi di servizio delle forze armate canadesi ritornarono ai loro nomi precedenti al 1968, con il Land Force Command (Reserve) che ripristinò il suo nome in Canadian Army Reserve.
Dall'unificazione delle forze armate nel 1968, il termine "milizia" non è stato utilizzato per descrivere formalmente una forza militare canadese. Tuttavia, il termine è usato colloquialmente in Canada in riferimento alla Canadian Army Reserve.